# News International
News International (NI Group Limited) er udgiver af The Times, The Sunday Times, The Sun og nyhedsdivisionen af News Corporation i Det forenede Kongerige. Frem til juni 2002 hed det News International plc. Den 31. maj 2011 skiftede selskabet navn fra News International Limited til NI Group Limited.